# 스콧 스티븐스
로널드 스콧 스티븐스(영어: Ronald Scott Stevens, 1964년 4월 1일~)는 캐나다의 은퇴한 아이스하키 선수로. 현역 시절 포지션은 수비수이다. 내셔널 하키 리그(NHL)에서 22시즌 동안 워싱턴 캐피털스, 세인트루이스 블루스, 뉴저지 데블스 소속으로 활약했으며, 1992년부터 2004년까지 뉴저지 데블스의 주장을 맡았다. 그는 선수 시절 공격적인 수비와 강력한 체킹으로 성공적인 경력을 보낸 선수로 잘 알려져 있다.
1982년 NHL 드래프트에서 전체 5위로 지명팀인 워싱턴 캐피털스에 입단하여 프로 선수 경력을 시작했으며, 첫 시즌에 팀 최초의 스탠리 컵 플레이오프 진출에 기여하였다. 1990년에 세인트루이스 블루스에서 1시즌 동안 활동한 후 뉴저지 데블스로 트레이드되었다. 당시 뉴저지의 수비 우선 정신을 의인화했다고 여겨질 정도의 수비수로 활약하였으며, 9년 동안 뉴저지의 주장을 맡으면서 스탠리 컵 결승에 4회 진출하여 그 중 3회 우승을 차지했다. 2000년에는 스탠리컵 플레이오프 최우수 선수상인 콘 스미스 트로피를 받았다. 그는 뉴저지 데블스의 성공과는 달리 리그 최고 수비수상인 제임스 노리스 메모리얼 트로피는 수상하지 못했다. 이후 2004년에 슬랩샷을 머리에 맞는 부상을 당하고 뇌진탕으로 인해 선수 생활을 마감했다.
국제 대회에 캐나다 국가대표팀 소속으로 참가하였으며, 세계 아이스하키 선수권 대회에서 은메달 2개와 동메달 1개를 획득했다. 또한 1991년 캐나다컵에서 캐나다 대표팀의 우승에 공헌했으며, 1996년 월드컵에서도 준우승을 차지했다. 이후 1998년에는 현역 NHL 선수가 처음으로 참가가 허용된 1998년 동계 올림픽에 참가했으며, 팀은 4위를 기록했다.
은퇴 후인 2007년 하키 명예의 전당에 헌액되었다. 그는 NHL 통산 1635경기에 출전하며 당시 수비수 중 최다 경기 출전 기록을 세웠으며, 이후 이 기록은 크리스 첼리오스와 즈데노 하라가 차례로 갱신했다. 또한 37세 346일에 NHL 1500번째 경기에 출전하여 1500경기 이상 출전한 선수 중 최연소 기록을 세웠다. 또한 22시즌 동안 활약하면서 플러스마이너스 부문 감점 수치를 기록하지 않는 선수로 기록되었으며, 2013년에 첼리오스가 입성하기 전까지 하키 명예의 전당 헌액 선수 중 가장 긴 페널티 부여 시간 기록을 보유했다. 2017년에는 "위대한 NHL 선수 100인" 중 한 사람으로 선정되었다.